# Campeonato Europeo de Campo a Través (femenino)
Las medallistas (individual y por equipos) del Campeonato Europeo de Campo a Través por año se muestran a continuación:

## Individual
| Núm.   | Año  | Sede                               | Oro                                 | Plata                               | Bronce                              |
| ------ | ---- | ---------------------------------- | ----------------------------------- | ----------------------------------- | ----------------------------------- |
| I      | 1994 | Alnwick ( Reino Unido)             | Catherin McKiernan Irlanda          | Julia Vaquero · España              | Elena Fidatov · Rumania             |
| II     | 1995 | Alnwick ( Reino Unido)             | Annemari Sandell · Finlandia        | Sara Wedlund · Suecia               | Nina Belikova · Rusia               |
| III    | 1996 | Charleroi · ( Bélgica)             | Sara Wedlund · Suecia               | Julia Vaquero · España              | Annemari Sandell · Finlandia        |
| IV     | 1997 | Oeiras ( Portugal)                 | Josianne Llado Francia              | Elena Fidatov · Rumania             | Olivera Jevtić Yugoslavia           |
| V      | 1998 | Ferrara · ( Italia)                | Paula Radcliffe Reino Unido         | Annemari Sandell · Finlandia        | Olivera Jevtić Yugoslavia           |
| VI     | 1999 | Velenje ( Eslovenia)               | Anita Weyermann · Suiza             | Constantina Dita · Rumania          | Olivera Jevtić Yugoslavia           |
| VII    | 2000 | Malmö · ( Suecia)                  | Katalin Szentgyörgyi · Hungría      | Analídia Torre Portugal             | Olivera Jevtić Yugoslavia           |
| VIII   | 2001 | Thun · ( Suiza)                    | Yamna Belkacem Francia              | Olga Romanova · Rusia               | Justyna Bąk · Polonia               |
| IX     | 2002 | Medulin · ( Croacia)               | Helena Javornik Eslovenia           | Galina Bogomolova · Rusia           | Elvan Abeylegesse Turquía           |
| X      | 2003 | Edimburgo ( Reino Unido)           | Paula Radcliffe Reino Unido         | Elvan Abeylegesse Turquía           | Anikó Kálovics · Hungría            |
| XI     | 2004 | Heringsdorf · ( Alemania)          | Hayley Yelling Reino Unido          | Justyna Bąk · Polonia               | Jo Pavey Reino Unido                |
| XII    | 2005 | Tilburg · ( Países Bajos)          | Lornah Kiplagat · Países Bajos      | Sabrina Mockenhaupt · Alemania      | Johanna Nilsson · Suecia            |
| XIII   | 2006 | San Giorgio su Legnano · ( Italia) | Tetiana Golovchenko · Ucrania       | Maria Konovalova · Rusia            | Olivera Jevtić Serbia               |
| XIV    | 2007 | Toro · ( España)                   | Marta Domínguez · España            | Julie Coulaud Francia               | Rosa María Morató · España          |
| XV     | 2008 | Ostende · ( Bélgica)               | Hilda Kibet · Países Bajos          | Jessica Augusto Portugal            | Inês Monteiro Portugal              |
| XVI    | 2009 | Dublín ( Irlanda)                  | Hayley Yelling Reino Unido          | Rosa María Morató · España          | Adriënne Herzog · Países Bajos      |
| XVII   | 2010 | Albufeira ( Portugal)              | Jessica Augusto Portugal            | Binnaz Uslu Turquía                 | Dulce Félix Portugal                |
| XVIII  | 2011 | Velenje ( Eslovenia)               | Fionnuala Britton Irlanda           | Dulce Félix Portugal                | Gemma Steel Reino Unido             |
| XIX    | 2012 | Budapest · ( Hungría)              | Fionnuala Britton Irlanda           | Dulce Félix Portugal                | Adriënne Herzog · Países Bajos      |
| XX     | 2013 | Belgrado ( Serbia)                 | Sophie Duarte Francia               | Gemma Steel Reino Unido             | Dulce Félix Portugal                |
| XXI    | 2014 | Samokov ( Bulgaria)                | Gemma Steel Reino Unido             | Kate Avery Reino Unido              | Meraf Bahta · Suecia                |
| XXII   | 2015 | Hyères ( Francia)                  | Sifan Hassan · Países Bajos         | Kate Avery Reino Unido              | Karoline Bjerkeli Grøvdal · Noruega |
| XXIII  | 2016 | Chia · ( Italia)                   | Yasemin Can Turquía                 | Meryem Akda Turquía                 | Karoline Bjerkeli Grøvdal · Noruega |
| XXIV   | 2017 | Šamorín · ( Eslovaquia)            | Yasemin Can Turquía                 | Meraf Bahta · Suecia                | Karoline Bjerkeli Grøvdal · Noruega |
| XXV    | 2018 | Tilburg · ( Países Bajos)          | Yasemin Can Turquía                 | Fabienne Schlumpf · Suiza           | Karoline Bjerkeli Grøvdal · Noruega |
| XXVI   | 2019 | Lisboa ( Portugal)                 | Yasemin Can Turquía                 | Karoline Bjerkeli Grøvdal · Noruega | Samrawit Mengsteab · Suecia         |
| —      | 2020 | Dublín ( Irlanda) (cancelado)      | —                                   | —                                   | —                                   |
| XXVII  | 2021 | Dublín ( Irlanda)                  | Karoline Bjerkeli Grøvdal · Noruega | Meraf Bahta · Suecia                | Alina Reh · Alemania                |
| XXVIII | 2022 | La Mandria · ( Italia)             | Karoline Bjerkeli Grøvdal · Noruega | Konstanze Klosterhalfen · Alemania  | Alina Reh · Alemania                |
| XXIX   | 2023 | Bruselas · ( Bélgica)              | Karoline Bjerkeli Grøvdal · Noruega | Nadia Battocletti · Italia          | Abbie Donnelly Reino Unido          |
| XXX    | 2024 | Antalya ( Turquía)                 | Nadia Battocletti · Italia          | Konstanze Klosterhalfen · Alemania  | Yasemin Can Turquía                 |
| XXXI   | 2025 | Lagoa ( Portugal)                  |                                     |                                     |                                     |

### Medallero
- Actualizado a Antalya 2024.

| Núm. | País         | Oro | Plata | Bronce | Total |
| ---- | ------------ | --- | ----- | ------ | ----- |
| 1    | Reino Unido  | 5   | 3     | 3      | 11    |
| 2    | Turquía      | 4   | 3     | 2      | 9     |
| 3    | Noruega      | 3   | 1     | 4      | 8     |
| 4    | Francia      | 3   | 1     | 0      | 4     |
| 5    | Países Bajos | 3   | 0     | 2      | 5     |
| 6    | Irlanda      | 3   | 0     | 0      | 3     |
| 7    | Portugal     | 1   | 4     | 3      | 8     |
| 8    | Suecia       | 1   | 3     | 3      | 7     |
| 9    | España       | 1   | 3     | 1      | 5     |
| 10   | Finlandia    | 1   | 1     | 1      | 3     |
| 11   | Italia       | 1   | 1     | 0      | 2     |
| 11   | Suiza        | 1   | 1     | 0      | 2     |
| 13   | Hungría      | 1   | 0     | 1      | 2     |
| 14   | Eslovenia    | 1   | 0     | 0      | 1     |
| 14   | Ucrania      | 1   | 0     | 0      | 1     |
| 16   | Alemania     | 0   | 3     | 2      | 5     |
| 17   | Rusia        | 0   | 3     | 1      | 4     |
| 18   | Rumania      | 0   | 2     | 1      | 3     |
| 19   | Polonia      | 0   | 1     | 1      | 2     |
| 20   | Serbia       | 0   | 0     | 5      | 5     |
|      | TOTAL        | 30  | 30    | 30     | 90    |

## Por equipo
| Núm.   | Año  | Sede                               | Oro          | Plata       | Bronce      |
| ------ | ---- | ---------------------------------- | ------------ | ----------- | ----------- |
| I      | 1994 | Alnwick ( Reino Unido)             | Rumania      | Francia     | Portugal    |
| II     | 1995 | Alnwick ( Reino Unido)             | Rusia        | Rumania     | Francia     |
| III    | 1996 | Charleroi · ( Bélgica)             | Francia      | Reino Unido | Bélgica     |
| IV     | 1997 | Oeiras ( Portugal)                 | Francia      | Rumania     | España      |
| V      | 1998 | Ferrara · ( Italia)                | Portugal     | Francia     | Rumania     |
| VI     | 1999 | Velenje ( Eslovenia)               | Francia      | Rumania     | Portugal    |
| VII    | 2000 | Malmö · ( Suecia)                  | Portugal     | Reino Unido | Alemania    |
| VIII   | 2001 | Thun · ( Suiza)                    | Portugal     | Reino Unido | Francia     |
| IX     | 2002 | Medulin · ( Croacia)               | Rusia        | Portugal    | Reino Unido |
| X      | 2003 | Edimburgo ( Reino Unido)           | Reino Unido  | Irlanda     | Portugal    |
| XI     | 2004 | Heringsdorf · ( Alemania)          | Portugal     | Reino Unido | Francia     |
| XII    | 2005 | Tilburg · ( Países Bajos)          | Rusia        | Reino Unido | Francia     |
| XIII   | 2006 | San Giorgio su Legnano · ( Italia) | Portugal     | Reino Unido | Francia     |
| XIV    | 2007 | Toro · ( España)                   | España       | Reino Unido | Portugal    |
| XV     | 2008 | Ostende · ( Bélgica)               | Portugal     | Reino Unido | Francia     |
| XVI    | 2009 | Dublín ( Irlanda)                  | Portugal     | Reino Unido | España      |
| XVII   | 2010 | Albufeira ( Portugal)              | Portugal     | Reino Unido | España      |
| XVIII  | 2011 | Velenje ( Eslovenia)               | Reino Unido  | Portugal    | Alemania    |
| XIX    | 2012 | Budapest · ( Hungría)              | Irlanda      | Francia     | Reino Unido |
| XX     | 2013 | Belgrado ( Serbia)                 | Reino Unido  | Francia     | España      |
| XXI    | 2014 | Samokov ( Bulgaria)                | Reino Unido  | España      | Irlanda     |
| XXII   | 2015 | Hyères ( Francia)                  | Reino Unido  | Francia     | Irlanda     |
| XXIII  | 2016 | Chia · ( Italia)                   | Turquía      | Reino Unido | Rumania     |
| XXIV   | 2017 | Šamorín · ( Eslovaquia)            | Reino Unido  | Rumania     | Turquía     |
| XXV    | 2018 | Tilburg · ( Países Bajos)          | Países Bajos | Reino Unido | Alemania    |
| XXVI   | 2019 | Lisboa ( Portugal)                 | Reino Unido  | Irlanda     | Portugal    |
| —      | 2020 | Dublín ( Irlanda) (cancelado)      | —            | —           | —           |
| XXVII  | 2021 | Dublín ( Irlanda)                  | Reino Unido  | Alemania    | Suecia      |
| XXVII  | 2022 | La Mandria · ( Italia)             | Alemania     | Reino Unido | Irlanda     |
| XXVIII | 2023 | Bruselas · ( Bélgica)              | Reino Unido  | España      | Bélgica     |
| XXX    | 2024 | Antalya ( Turquía)                 | Italia       | Reino Unido | Bélgica     |
| XXXI   | 2025 | Lagoa ( Portugal)                  |              |             |             |

### Medallero
- Actualizado a Antalya 2024.

| Núm. | País         | Oro | Plata | Bronce | Total |
| ---- | ------------ | --- | ----- | ------ | ----- |
| 1    | Reino Unido  | 9   | 14    | 2      | 25    |
| 2    | Portugal     | 8   | 2     | 5      | 15    |
| 3    | Francia      | 3   | 5     | 6      | 14    |
| 4    | Rusia        | 3   | 0     | 0      | 3     |
| 5    | Rumania      | 1   | 4     | 2      | 7     |
| 6    | España       | 1   | 2     | 4      | 7     |
| 7    | Irlanda      | 1   | 2     | 3      | 6     |
| 8    | Alemania     | 1   | 1     | 3      | 5     |
| 9    | Turquía      | 1   | 0     | 1      | 2     |
| 10   | Italia       | 1   | 0     | 0      | 1     |
| 10   | Países Bajos | 1   | 0     | 0      | 1     |
| 12   | Bélgica      | 0   | 0     | 3      | 3     |
| 13   | Suecia       | 0   | 0     | 1      | 1     |
|      | TOTAL        | 30  | 30    | 30     | 90    |

## Medallero total
- Actualizado a Antalya 2024.

| Núm. | País         | Oro | Plata | Bronce | Total |
| ---- | ------------ | --- | ----- | ------ | ----- |
| 1    | Reino Unido  | 14  | 17    | 5      | 36    |
| 2    | Portugal     | 9   | 6     | 8      | 23    |
| 3    | Francia      | 6   | 6     | 6      | 18    |
| 4    | Turquía      | 5   | 3     | 3      | 11    |
| 5    | Irlanda      | 4   | 2     | 3      | 9     |
| 6    | Países Bajos | 4   | 0     | 2      | 6     |
| 7    | Rusia        | 3   | 3     | 1      | 7     |
| 8    | Noruega      | 3   | 1     | 4      | 8     |
| 9    | España       | 2   | 5     | 5      | 12    |
| 10   | Italia       | 2   | 1     | 0      | 3     |
| 11   | Rumania      | 1   | 6     | 3      | 10    |
| 12   | Alemania     | 1   | 4     | 5      | 10    |
| 13   | Suecia       | 1   | 3     | 4      | 8     |
| 14   | Finlandia    | 1   | 1     | 1      | 3     |
| 15   | Suiza        | 1   | 1     | 0      | 2     |
| 16   | Hungría      | 1   | 0     | 1      | 2     |
| 17   | Eslovenia    | 1   | 0     | 0      | 1     |
| 17   | Ucrania      | 1   | 0     | 0      | 1     |
| 19   | Polonia      | 0   | 1     | 1      | 2     |
| 20   | Serbia       | 0   | 0     | 5      | 5     |
| 21   | Bélgica      | 0   | 0     | 3      | 3     |
|      | TOTAL        | 60  | 60    | 60     | 180   |

1. 1 2  Incluye las medallas de la RFY.